# Inekon 01 Trio

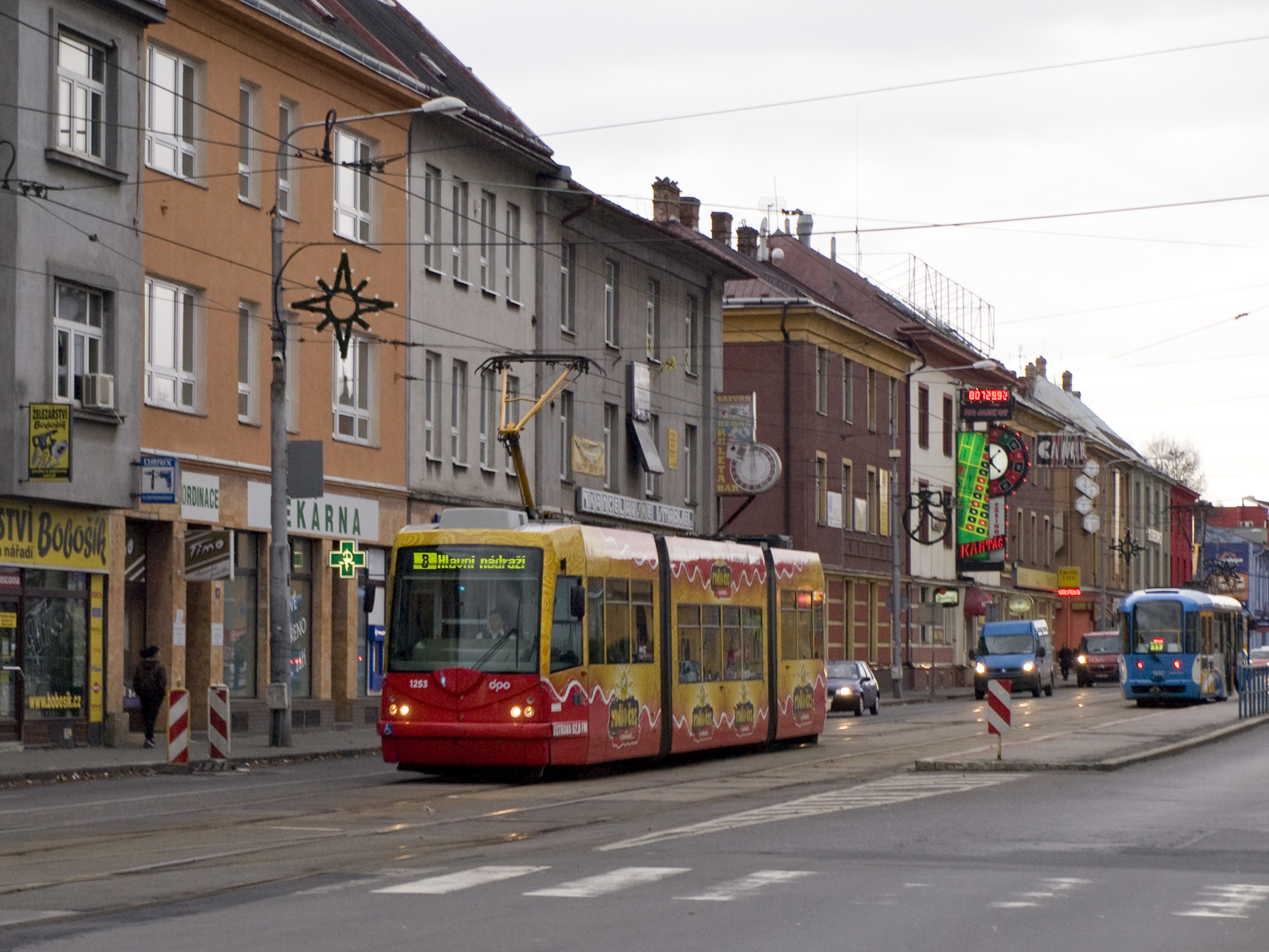
Tramvaj typu 01 Trio v Ostravě

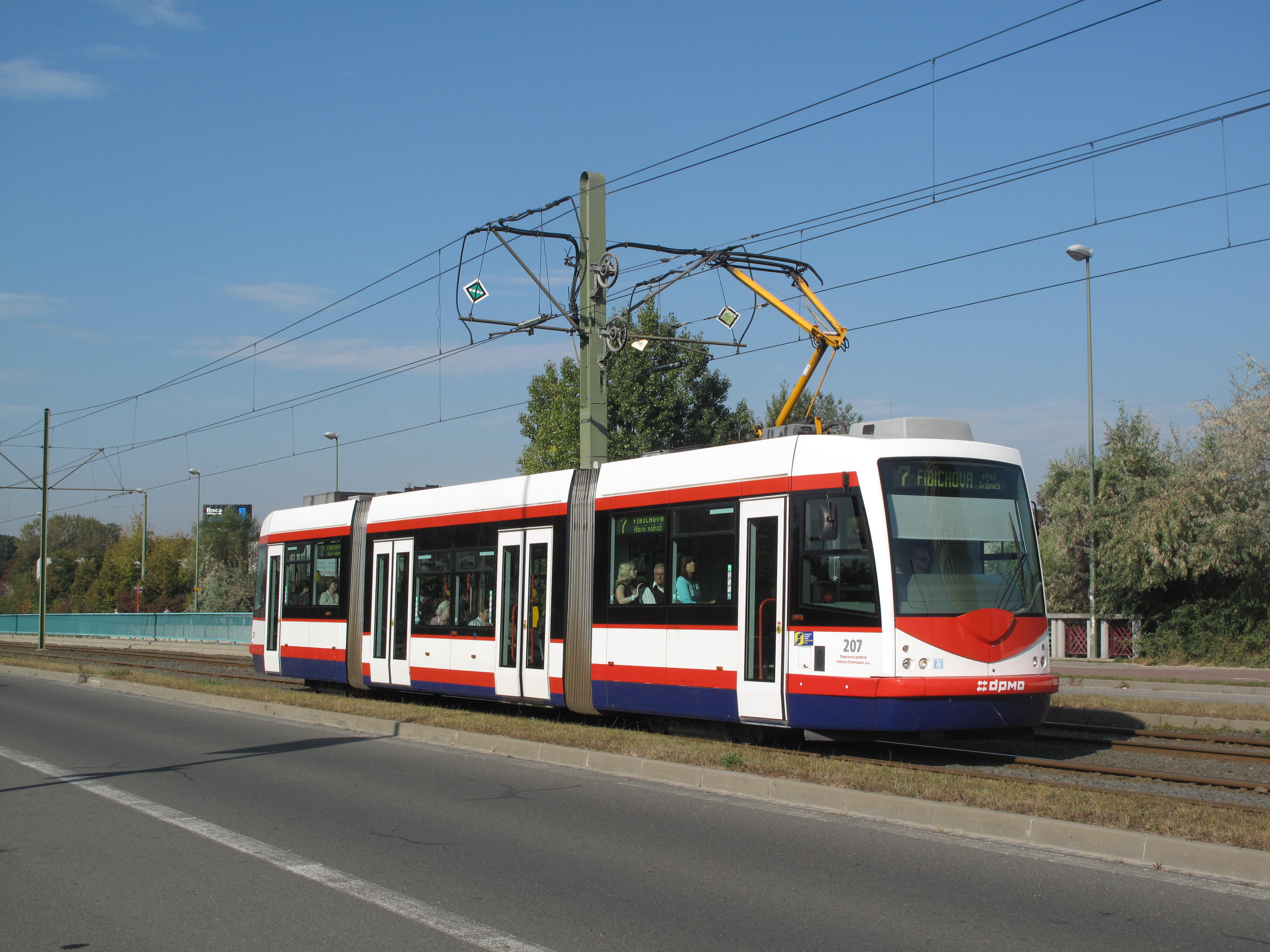
Olomoucká tramvaj Inekon 01 Trio

Inekon 01 Trio je česká tříčlánková nízkopodlažní tramvaj. Vyrábí ji ostravská firma INEKON Trams a.s., která byla založena společností INEKON GROUP, a.s. společně s Dopravním podnikem Ostrava.

## Konstrukce
Vozy Trio koncepčně vycházejí z tramvají Škoda 03T. Ta byla totiž vyvinuta společným úsilím firem Škoda a Inekon. Po rozporech začala tyto tramvaje vyráběla sama plzeňská „škodovka“. Inekon po několika letech projekt vozu přepracoval (především designově) a začal tramvaje vyrábět společně s DPO.
01 Trio je jednosměrný čtyřnápravový motorový částečně nízkopodlažní tramvajový vůz. Sestává ze tří článků, které jsou spojeny klouby a krycími měchy. Vstup do tramvaje zajišťují čtvery předsuvné dveře (dvoje jednokřídlé a dvoje dvoukřídlé) na pravé straně vozové skříně.
Střední nízkopodlažní článek (podlaha ve výšce 350 mm nad temenem kolejnice) je zavěšen mezi krajní články, které jsou posazeny na pevných podvozcích. Elektrická výzbroj vozu je umístěna na střeše tramvaje.
Od vozu 01 Trio je odvozena jeho obousměrná varianta Inekon 12 Trio.

## Prototypy
První prototyp tramvaje 01 Trio byl vyroben v roce 2002. Po nezbytných zkouškách a po schválení typu Drážním úřadem byl nasazen pod evidenčním číslem 1251 do běžného provozu v Ostravě v roce 2003. Druhý prototypový vůz byl dokončen až v roce 2003. Ještě téhož roku byl zařazen do pravidelného provozu v DPO (ev.č. 1252). V roce 2019 byl druhý prototypový vůz odstaven z provozu a sloužil jako zdroj náhradních dílů. V letech 2021–2022 byl ve spolupráci DPO a společnosti Cegelec opraven, při rekonstrukci byl elektricky sjednocen s ostatními vozy vybavené výzbrojí TV Europulse.

## Provoz
V letech 2002–2006 bylo vyrobeno 12 vozů.
| Současný stát | Provoz  | Článek | Typ     | Roky dodávek | Počet vozů | Evidenční čísla | Poznámky | Zdroj |
| ------------- | ------- | ------ | ------- | ------------ | ---------- | --------------- | --- | ----- |
| Česko         | Olomouc | článek | 01 Trio | 2006         | 3 kusy     | 205–207         | |       |
| Česko         | Ostrava | článek | 01 Trio | 2002–2005    | 9 kusů     | 1251–1259       | 1252 – prototyp, výzbroj TV Europulse 1257 – testován v Petrohradu, výzbroj TV Europulse 1258–1259 Cegelec TV Europulse |       |